# Pokémon Pinball
Pokémon Pinball (ポケモンピンボール, Pokemon Pinbōru) é um jogo da série Pokémon em Pinball baseado nos games Pokémon Red & Blue. Lançado para Game Boy Color, é um dos jogos do portátil que tem função rumble, onde o cartucho vibra de acordo com a ação. É um dos primeiros jogos Spin-offs da série e teve uma sequência, chamada Pokémon Pinball Ruby & Sapphire.

## Jogabilidade
Pokémon Pinball usa os Pokémon inseridos em um tabuleiro de Pinball adaptados, onde o jogador deve usar a bola, uma Pokéball para liberar Pokémon e capturá-los. Também era possível usar o Pokémon capturado no jogo e tentar evoluí-lo. Pokémon Pinball também apresentava alguns minigames em que se batalhava com algum Pokémon ou um pequeno desafio.
Este jogo também é um dos únicos jogos que têm suporte Rumble para Game Boy Color.

## Objetivos
O principal objetivo de Pokémon Pinball era capturar e evoluir Pokémon, sem acabar com todas as Pokéballs restantes. À medida que o jogo vai avançando, o jogador pode construir e atualizar sua Pokédex. Ela é salva entre partidas, portanto o jogador pode capturar vários Pokémon em diferentes partidas. Contém todos os 151 primeiros Pokémon de Pokémon Red, Blue & Yellow.

## Recepção
Pokémon Pinball recebeu críticas geralmente positivas, com uma pontuação agregada de 81,73% no GameRankings. GameSpot deu-lhe uma pontuação de 8,7, citando o uso da apresentação e apresentação do Game Boy Color. No entanto, eles também criticaram o jogo, lamentando a falta de outros elementos relacionados com o pinball e a fraca física do jogo. Eles também criticaram o recurso embutido, chamando-o "um desperdício [...] de uma bateria AAA" e uma "boa novidade" que se tornou cada vez mais irritante quando se jogava o jogo. San Jose Mercury News elogiou o seu ressalto, no entanto, observando que "ganhou-los". Aaron Curtiss , editor do Los Angeles Timeschamou-o de "grande jogo". CNETo chamou de "mais do que um dinheiro sem vergonha no fenômeno  Pokémon ", chamando-o de um dos melhores jogos de pinball para o Game Boy Color. No entanto, eles criticaram as "aparições gratuitas do Pikachu" e a "física incorreta", em detrimento da experiência do pinball. O editor do New York Times Joe Hutsko classificou o mecânico como inovador, afirmando que ele provavelmente levará a mais jogos que usam rumble de outros desenvolvedores. GamesRadar listou Pokémon Pinball como um dos títulos que eles gostariam de ver no  3DS Virtual Console.
No Japão, a revista "Famitsu" marcou 32 pontos em 40.
Pokémon Pinball recebeu um prêmio de vendas "Gold" da Entertainment and Leisure Software Publishers Association (ELSPA), indicando vendas de pelo menos 200.000 cópias no Reino Unido.